# Jaime de Polanco
Jaime de Polanco Soutullo (Madrid, 22 de octubre de 1959) es un empresario, columnista y piloto español.

## Biografía
Nació el 22 de octubre de 1959 Nacido en Madrid, BA en Economía en Herbert H. Lehman College (City University of New York), está especializado en finanzas internacionales. Ha cursado diferentes diplomaturas en marketing político así como en implantación de estrategias empresariales. Ha sido alumno de la Escuela de Guerra de Colombia , en el curso integral de defensa nacional., CIDENAL 16. Es piloto privado de aviones.

### Actualidad
Presidente de Latín Boost Group, consultoría estratégica internacional con sedes, en Bogotá, Bilbao, Ciudad de México y con dos áreas de negocio claramente definidas:
- Latín Boost Media: medios de comunicación y entretenimiento

- Latín Boost Strategies: orientada al diseño de estrategias corporativas
- Desde agosto de 2021 es miembro del consejo de administración de la sociedad Urbas, cotizada en el mercado continuo de Madrid.

### Trayectoria profesional
Entre 1985 y 1988 trabajó en Santillana Publishing Corp en Nueva York, como responsable comercial y de marketing para la costa este de los Estados Unidos.
Fue Director de Banca Comercial de Banco de Progreso, Banco de Negocios de Grupo March, durante tres años y medio (abril de 1988-septiembre de 1991)
En octubre de 1991 se incorpora al Grupo Prisa como Director Financiero de Timón, sociedad holding del grupo.
En 1992 se responsabiliza de la central de ventas multimedia Gerencia de Medios (GDM) como director general, empresa en la que fue nombrado consejero delegado en 1994. GDM se convirtió en la primera empresa de ventas de publicidad multimedia en España, con un volumen de ventas gestionado de 300 millones de euros. Durante esos años, crea compañías de publicidad de cine, publicidad exterior y publicidad deportiva.
En febrero de 2000, Jaime Polanco  lanza para el Grupo Prisa  Gran Vía Musical,  holding de empresas que reúne las actividades en el sector de la música, el ocio y el entretenimiento. La gestión de derechos musicales,  la producción y distribución discográfica, y la organización de giras y acontecimientos musicales. También crea y es nombrado vicepresidente la productora audiovisual Plural Entertainment
En junio de ese mismo año es nombrado director general de Prisa para América del Norte con el objetivo de impulsar el desarrollo de la internacionalización de Prisa en dicha área geográfica.
Jaime Polanco fue nombrado director general de expansión y desarrollo corporativo del Grupo Prisa. posteriormente se creó Prisa internacional, en octubre de 2001 con el fin de llevar a cabo un importante proyecto de expansión y gestión de medios internacionales en el mundo de habla hispana y portuguesa. Fue nombrado presidente. Agrupa todos los medios impresos y audiovisuales del Grupo  fuera del ámbito de España desarrollando su actividad en más de 23 países, donde cuenta con más de 800 estaciones de radio, periódicos, revistas y televisiones. 
A mediados de 2011 fundó el periódico en internet www.confidencialcolombia.com y más tarde el portal Agronews.co en la actualidad es su presidente. Es así mismo presidente del Grupo Latino de Medios Digitales, sociedad que aglutina compañías de tecnología y producción audiovisual colombianas.
Adicionalmente, durante estos años, Jaime Polanco ha desarrollado una intensa labor  como miembro de los Consejos de Administración entre otras de las siguientes empresas:
- Gestair  (compañía líder en el sector de la aviación privada en España)

- Cignus (compañía operadora de la carga aérea del Grupo Iberia)

- Carat (Central de Compra de Medios)

- Demoscopia y Redecampo (compañías de análisis e investigación de mercados)

- Catalana de Iniciativas (sociedad mixta de capital riesgo impulsada por la Generalitat y el Ayuntamiento de Barcelona)

- Vicepresidente Compañía Televisa de Radio (México.)

- Presidente Compañía Caracol Radio  (Colombia)

- Presidente de Grupo Latino de Publicidad (Colombia)

- Presidente ATB (canal de televisión) de Bolivia

- Presidente del Periódico La Razón,  La Paz Bolivia

- Miembro del Consejo Asesor del Banco de Madrid
- Asesor del Instituto Madrileño de desarrollo Empresarial IMADE

- Asesor  del Grupo  de publicidad y comunicación Totalcom de Brasil.

Desde el año 2000 donde fue nombrado miembro de la junta directiva de Caracol Radio, ha venido manteniendo una estrecha colaboración con Colombia , apoyando la mejora de las relaciones del país con los entornos regionales , en áreas de comercio exterior, turismo y desarrollo industrial. Desde 2004 es ciudadano colombiano en agradecimiento a su permanente esfuerzo por promover la mejor imagen de Colombia en el exterior.
En otras actividades profesionales, Jaime Polanco fue  Presidente del Instituto Brasil-España creado en junio de 2002 . También fue patrono de la Fundación Cañada-Blanch , para el desarrollo de actividades culturales en el ámbito de la Comunidad Valenciana y la mejora de las relaciones entre el Reino Unido y España. Fue patrono de la Fundación Godia de Barcelona y de la Fundación Nueva Frontera en Madrid. Miembro de Patronato protector de la Fundación Ortega y Gasset en Madrid. Perteneció al  Consejo de la Escuela de Negocios PRIME de la Universidad Sergio Arboleda de Colombia. Desde 1991 es parte del Club de Roma. 
En su juventud (1981-1983) Jaime Polanco fue Presidente de la Joven Cámara Económica de Madrid y Vicepresidente de la Federación Nacional de las Jóvenes Cámaras Económicas  de España, organizaciones afiliadas a la JAYCEE Internacional.

## Premios y galardones
Ha recibido diferentes distinciones por su labor apoyando el desarrollo social en América Latina, es hijo adoptivo de ciudades de América Latina y EE:UU, es colaborador habitual de fundaciones y universidades en el desarrollo económico y social de Iberoamérica. Articulista en diferentes medios de comunicación y conferencista sobre temas políticos y empresariales en la región de Latinoamérica.
En 1992 fue elegido como uno de los cien  empresarios del futuro por la revista Actualidad Económica de España. Jaime Polanco recibió el Premio “Latín Business American Awards” concedido por la Revista PODER y la consultoras Booz Allen Hamilton y Egon Zehner, como mejor CEO Internacional por su labor de desarrollo empresarial en América Latina

## Columnas
Sin Reservas columna de opinión de Jaime Polanco. www.confidencialcolombia.com

## Libro
SIN RESERVAS: UNA VISION SOBRE IBEROAMERICA libro recopilatorio de la columna de opinión de Jaime Polanco.